# Uloborus filinodatus
Uloborus filinodatus là một loài nhện trong họ Uloboridae.
Loài này thuộc chi Uloborus. Uloborus filinodatus được miêu tả năm 1932 bởi Hingston.